# Sofía Czarnkowska
Sofía Ana Czarnkowska o Catalina Sofía Ana Czarnkowska (Poznań, 12 de marzo de 1660-Breslavia, 2 de diciembre de 1701), fue una noble polaca, hija de Adam Uriel Czarnkowski y de su esposa Teresa Zaleska. Fue madre de Catalina Opalinska, reina de Polonia y abuela de María, reina de Francia.

## Primeros años y matrimonio
Sofía nació en Poznań, Polonia, el 12 de marzo de 1660. Fue la primera hija de Adam Uriel Czarnkowski, gobernador de los condados de Międzyrzecz, Międzyłęż y Osiek, y de su esposa Teresa Zaleska. Contrajo matrimonio con su primo Juan Carlos Opalinski el 4 de diciembre de 1678, con él cual tuvo cuatro hijos.

## Muerte
Murió el 2 de diciembre de 1701 de neumonía a los 41 años, en Breslavia. Fue erigido un monumento en 1748 en la iglesia de Sierakow. La cripta en un castillo cercano contiene el sarcófago de la familia Opalinski.
Entre sus descendientes matrilineales se encuentra el Rey Juan Carlos I de España, que es su descendiente a través de una línea ininterrumpida de los Borbón de Francia. 

## Descendencia

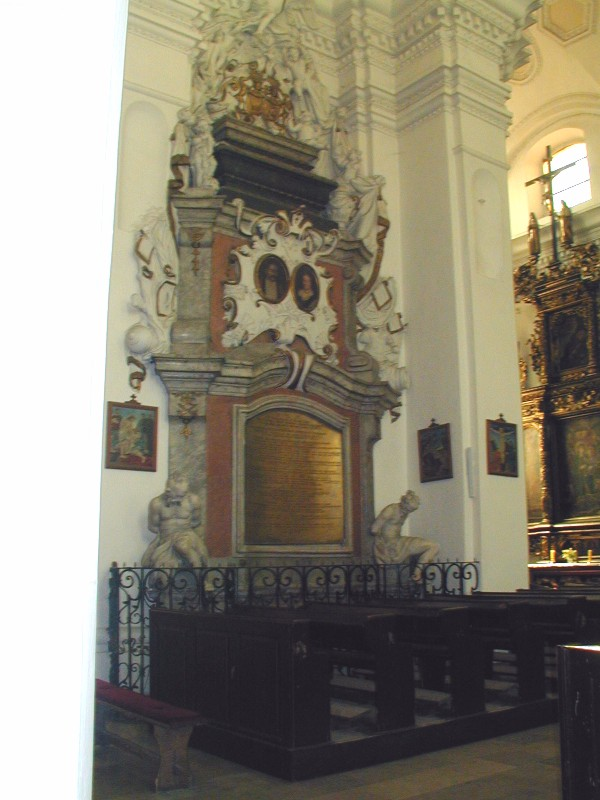
Monumento de Zofia Czarnkowska y de su esposo, en iglesia de Sierakow.

Se casó con Juan Carlos Opalinski el 4 de diciembre de 1678, y tuvieron los siguientes hijos:
- María (agosto de 1679-octubre de 1679), murió dos meses después de nacer.
- Catalina (13 de octubre de 1680-19 de marzo de 1747), Reina Consorte de Polonia, casada con Estanislao I de Polonia. Tuvo descendencia.
- Niño nacido muerto (1681)
- Estanislao (1682-1682), murió en la infancia.